# Château de Porcheresse (Daverdisse)
Ne doit pas être confondu avec Château de Porcheresse (Havelange).
Le château de Porcheresse est un château rural situé en Wallonie à Porcheresse sur la commune belge de Daverdisse dans la province de Luxembourg.

## Histoire
Le château de Porcheresse a été détruit et reconstruit plusieurs fois.
Les premières traces de ce château rural remontent au début du XVIIe siècle. En 1917, le château et les dépendances ont été incendiés par l'armée lors des atrocités allemandes. Le baron Henry Moortgat qui occupait les lieux en ces moments, a fait reconstruire ce château rural sur les mêmes vestiges.

## Architecture
Cette reconstruction a changé ce château et après la rénovation en 1920 le château de Porcheresse est devenu un château néo-classique d’inspiration Napoléon III.
Ce véritable château de plaisance possède des salons et des décors comme les magnifiques hôtels de maître de la fin du XIXe siècle à Bruxelles.

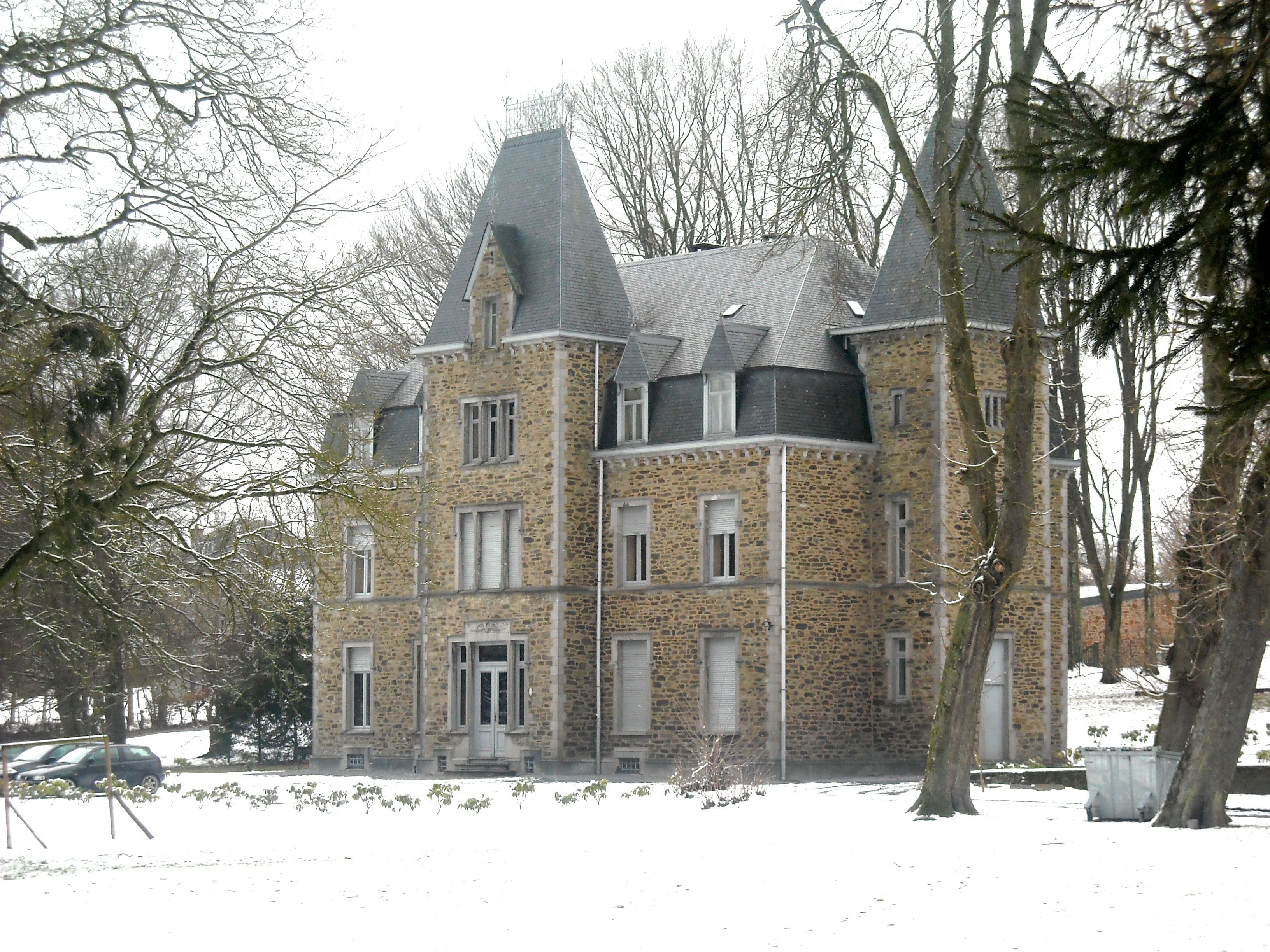
Le château de Porcheresse en hiver